# Táliga
Táliga – gmina w Hiszpanii, w prowincji Badajoz, w Estramadurze, o powierzchni 31,31 km². W 2011 roku gmina liczyła 767 mieszkańców.